# Man in the Fog
Man in the Fog från 2013 är ett soloalbum med pianisten Jan Lundgren.

## Låtlista
1. The Maids of Cadiz (Léo Delibes) – 4:55
2. View of P (Jan Lundgren) – 4:32
3. Après un rêve (Gabriel Fauré) – 5:46
4. I Don't Want to Cry Anymore (Victor Schertzinger) – 5:8
5. En lång väntan för väntans skull (Bo Nilsson) – 2:57
6. Man in the Fog (Jan Lundgren) – 4:45
7. Twenty-Five Years (Håkan Rydin) – 5:57
8. Theme from 'Chinatown' (Jerry Goldsmith) – 4:28
9. As Vitrines (Chico Buarque) – 4:23
10. Tack för allt (Jacques Werup) – 6:19

## Medverkande
- Jan Lundgren – piano

## Mottagande
Skivan fick ett gott mottagande när den kom ut med ett genomsnitt på 3,8/5 baserat på sju recensioner.

## Listplaceringar
| Lista (2013) | Topplacering |
| ------------ | ------------ |
| Sverige      | 21           |